# Pięciokąt stabilizacji makroekonomicznej

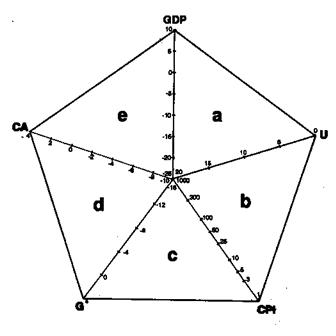
Pięciokąt stabilizacji makroekonomicznej
Objaśnienia:
GDP – stopa wzrostu w proc.
U – stopa bezrobocia w proc. siły roboczej
CPI – stopa inflacji (wskaźnik wzrostu cen konsumpcji)
G – relacja salda budżetu do produktu krajowego brutto (PKB) w proc.
CA – relacja salda rachunku obrotów bieżących do produktu krajowego brutto (PKB) w proc.

Pięciokąt stabilizacji makroekonomicznej (PSM) – model wprowadzony przez Grzegorza W. Kołodko, będący konkretną próbą określenia kryteriów (celów) stabilizacji w gospodarce. Wierzchołki PSM wskazują skrajne wartości poszczególnych mierników stanu gospodarki, natomiast pole zakreślonego obszaru dla danego kraju może służyć za miarę (porównawczą) poziomu stabilności.
Pięciokąt stabilizacji makroekonomicznej składa się z pięciu następujących trójkątów:
- trójkąt „a” jest trójkątem sfery realnej. Jego rozmiary ograniczają parametry tempa zmian produktu realnego i stopy bezrobocia,
- trójkąt „b” to trójkąt stagflacji (lub slumpflacji) będący funkcją zmian stopy bezrobocia i stopy inflacji,
- trójkąt „c” to trójkąt budżetu i inflacji. Kształt jego zależy od dynamiki inflacji i salda budżetu państwa,
- trójkąt „d” jest trójkątem równowagi finansowej. Wynika on z wielkości salda budżetu i stanu rachunku obrotów bieżących,
- trójkąt „e” obrazuje sektor zewnętrzny. Pole tego trójkąta ograniczone jest zmiennością salda rachunku obrotów bieżących oraz dynamiką produktu globalnego.

Przyjęte w PSM kryteria odniesienia są ze sobą sprzężone w taki sposób, że zmiana wielkości jednego z parametrów pociąga za sobą natychmiastową zmianę wielkości dwu sąsiadujących ze sobą trójkątów. Całkowity obszar PSM jest następujący:
[(∆GDP x U) + (U x CPI) + (CPI x G) + (CA + ∆GDP)] x k
gdzie: k = ½ sin 72°
Pole PSM zmienia się automatycznie wraz ze zmianami obszaru któregokolwiek z trójkątów. Ogólnie biorąc – jak stwierdza G. Kołodko – powiększenie pola PSM oznacza poprawę sytuacji ekonomicznej i odwrotnie – jego zmniejszenie informuje o pogorszeniu się gospodarki. W przyjętym modelu autor zakłada, że trójkąt sfery realnej (a) – uwzględniający zależności między tempem zmian produktu realnego a stopą bezrobocia – rośnie, kiedy spada skala obniżania się produkcji lub szybciej rośnie jej bezwzględny poziom i gdy spada stopa bezrobocia. Zmiany tej stopy automatycznie pociągają za sobą zmiany wielkości trójkąta stagflacji (b), którego kształt uzależniony jest od stopy inflacji. Ta z kolei, wraz z relacją salda budżetu wpływa na rozmiary pola trójkąta inflacji (c). Saldo to oraz stan rachunku obrotów bieżących decyduje o wielkości trójkąta równowagi finansowej (d). Wreszcie ten ostatni trójkąt (d) wraz ze wskaźnikiem dynamiki sfery realnej implikuje wielkość i kształt trójkąta sektora zewnętrznego (e).

## Ograniczenia modelu
Należy zauważyć, że model G. Kołodki ogranicza się do analizy relacji wyłącznie między wielkościami ekonomicznymi, których przekształcanie staje się celem lub punktem wyjścia. Konstrukcja tego modelu pominęła aksjomaty, które winny być uwzględniane, nie tylko w modelu rozwoju gospodarczego, ale także w modelu wzrostu gospodarczego uwzględniającego element trwałości.